# Promozione Calabria 1983-1984
Nella stagione 1983-1984 la Promozione era sesto livello del calcio italiano (il massimo livello regionale). Qui vi sono le statistiche relative al campionato in Calabria.
Il campionato è strutturato in vari gironi all'italiana su base regionale, gestiti dai Comitati Regionali di competenza. Promozioni alla categoria superiore e retrocessioni in quella inferiore non erano sempre omogenee; erano quantificate all'inizio del campionato dal Comitato Regionale secondo le direttive stabilite dalla Lega Nazionale Dilettanti, ma flessibili, in relazione al numero delle società retrocesse dal Campionato Interregionale e perciò, a seconda delle varie situazioni regionali, la fine del campionato poteva avere degli spareggi sia di promozione che di retrocessione.

## Squadre partecipanti
- F.C. Calcio Acri 1949 (1926), Acri (CS)
- A.C. Archi 1971, Archi di Reggio Calabria
- A.S. Bovalinese 1911, Bovalino (RC)
- U.S. Catanzaro Lido, Catanzaro
- U.S. Chiaravalle Frama 1960, Chiaravalle Centrale (CZ)
- A.S.D. Corigliano Schiavonea 1967, Corigliano Calabro (CS)
- La Sportiva Cariatese 1945, Cariati (CS)
- A.C. Locri 1909, Locri (RC)
- A.S. Marina di Gioiosa 1968, Marina di Gioiosa Ionica (RC)

- A.C. Emilio Morrone 1953, Cosenza
- S.S. Roccella 1935, Roccella Ionica (RC)
- S.C. Sambiase 1962 (1923), Lamezia Terme (CZ)
- S.S. Silana 1947, San Giovanni in Fiore (CS)
- A.S. Spezzano Albanese 1932, Spezzano Albanese (CS)
- S.S. Trebisacce 1931, Trebisacce (CS)
- A.S.D. Villese Calcio, Villa San Giovanni (RC)

## Classifica finale
|  | Pos. | Squadra               | Pt | G  | V  | N  | P  | GF | GS | DR  |
|  | ---- | --------------------- | -- | -- | -- | -- | -- | -- | -- | --- |
|  | 1.   | Morrone Cosenza       | 45 | 30 | 19 | 7  | 4  | 47 | 12 | +35 |
|  | 2.   | Sambiase              | 42 | 30 | 17 | 8  | 5  | 37 | 20 | +17 |
|  | 3.   | Acri                  | 40 | 30 | 16 | 8  | 6  | 41 | 20 | +21 |
|  | 4.   | Corigliano Schiavonea | 35 | 30 | 12 | 11 | 7  | 41 | 25 | +16 |
|  | 5.   | Marina di Gioiosa     | 34 | 30 | 13 | 8  | 9  | 38 | 35 | +3  |
|  | 6.   | La Sportiva Cariatese | 33 | 30 | 12 | 9  | 9  | 39 | 38 | +1  |
|  | 7.   | Chiaravalle Frama     | 31 | 30 | 11 | 9  | 10 | 29 | 29 | 0   |
|  | 8.   | Locri                 | 29 | 30 | 11 | 7  | 12 | 33 | 33 | 0   |
|  | 8.   | Roccella              | 29 | 30 | 11 | 7  | 12 | 34 | 36 | -2  |
|  | 8.   | Silana                | 29 | 30 | 11 | 7  | 12 | 29 | 35 | -6  |
|  | 11.  | Villese               | 28 | 30 | 9  | 10 | 11 | 26 | 38 | -12 |
|  | 12.  | Trebisacce            | 27 | 30 | 9  | 9  | 12 | 31 | 34 | -3  |
|  | 12.  | Archi                 | 27 | 30 | 8  | 11 | 11 | 25 | 30 | -5  |
|  | 14.  | Spezzano Albanese     | 22 | 30 | 8  | 6  | 16 | 33 | 43 | -10 |
|  | 15.  | Catanzaro Lido        | 16 | 30 | 5  | 6  | 19 | 26 | 51 | -25 |
|  | 16.  | Bovalinese            | 13 | 30 | 4  | 5  | 21 | 20 | 50 | -30 |

- La Bovalinese è stata riammessa al campionato alla compilazione dei quadri della stagione 1984-1985.